# 1874 au Nouveau-Brunswick
Chronologie du Nouveau-Brunswick
- 1870
- 1871
- 1872
- 1873
- 1874
- 1875
- 1876
- 1877
- 1878

Cette page concerne des événements d'actualité qui se sont produits durant l'année 1874 dans la province canadienne du Nouveau-Brunswick.

## Événements
- A. Chipman Smith succède à Thomas Reed au poste du maire de Saint-Jean.
- 22 janvier : à l'élection fédérale canadienne de 1874, 10 sièges sont remportés par les libéraux au Nouveau-Brunswick, 2 par les conservateurs, 2 par des indépendants, 1 par les libéraux-conservateurs et 1 par les libéraux indépendants.
- Mai et juin : 23e élection générale néo-brunswickoise.

## Naissances
- 9 février : Auguste Bordage, marchand et homme politique canadien
- 7 avril : Martin Robichaud, homme politique
- 22 mai : François Lavoie, député

## Décès
- 15 août : Robert Leonard Hazen, sénateur.